# 우쓰미역
우쓰미역(일본어: 内海駅)은 일본 아이치현 지타군 미나미치타정에 위치한 나고야 철도 지타 신선의 철도역이다. 이 노선의 종착역이자, 역 번호는 KC 24이며, 섬식 승강장 2면 4선의 구조를 갖춘 고가역이다.

## 타는 곳
| 1 · 4 | ■ 지타 신선 | 지타한다 · 오타가와 · 나고야 · 이누야마 · 쓰시마 방면 |

## 이용 현황
- 2013년 기준 : 1,569명

## 역 주변
- 국도 제247호선
- 지도리가하마 해수욕장
- 우쓰미 해수욕장
- 미나미치타 정 향토 자료관

## 인접 역
| 나고야 철도 지타 신선 | 나고야 철도 지타 신선 | 나고야 철도 지타 신선 |
| --------------------- | --------------------- | --------------------- |
| KC 23 노마 후키 방면  | ■ 지타 신선           | 시·종착역             |